# Leerplichtambtenaar
De leerplichtambtenaar (LPA) is een ambtenaar bij een Nederlandse gemeente.
De leerplichtambtenaar werd ingesteld als de toezichthoudende autoriteit op de leerplicht bij de invoering van de Leerplichtwet 1969. De leerplichtambtenaar houdt toezicht op de naleving van de Leerplichtwet door scholen, instellingen, ouders, verzorgers en jongeren. Hij heeft vrije toegang tot alle scholen voor primair, speciaal, voortgezet onderwijs en de instellingen voor mbo onderwijs. 
Elke gemeente moet ten minste een leerplichtambtenaar in dienst hebben. 

## Erkenning scholen in de zin van de wet
Voordat scholen (basisonderwijs en voortgezet onderwijs) en instellingen (mbo-onderwijs, ROC's) bevoegd zijn onderwijs te verzorgen aan leerplichtige leerlingen moeten ze officieel worden erkend. Op basis van de door het bevoegd gezag van de op te richten school of instelling verstrekte gegevens stelt de Onderwijsinspectie een advies op voor de leerplichtambtenaar waarin staat of de school voldoet aan de criteria voor de inrichting van het onderwijs. De leerplichtambtenaar bepaalt op grond van dit advies of de school wel of niet wordt erkend en de reguliere status krijgt.

## Overige bevoegdheden van de Leerplichtambtenaar
De leerplichtambtenaar controleert in het kader van de kwalificatieplicht of iedere leerplichtige jongere ingeschreven is bij een school en gaat na wat de reden is als jongeren vaak wegblijven van school. In een aantal gevallen kan de leerplichtambtenaar vrijstelling van schoolbezoek of zelfs de leerplicht verlenen, zoals nodig is voor het bezoeken van een school in het buitenland, bezwaar tegen de richting van scholen of indien de leerling langdurig ziek is.

## Verlof
Indien ouders verlof aanvragen (extra vakantie of buitengewone omstandigheden) is in principe de directeur van de school of instelling hiervoor bevoegd. De leerplichtambtenaar houdt toezicht op de juiste uitvoering hiervan door de directies. Betreft de aanvraag een periode van tien dagen of langer dan neemt de leerplichtambtenaar het besluit nadat de directeur de aanvraag heeft doorgestuurd.

## Vervangende leerplicht
Voor het verkrijgen van toestemming voor vervangende leerplicht kan de leerplichtambtenaar na het indienen van een plan van aanpak door de school toestemming verlenen.

## Sanctiemogelijkheden

### Proces-verbaal
De leerplichtambtenaar maakt deel uit van de zogenoemde "Driehoek"; een periodiek overleg tussen de leerplichtambtenaar, de officier van justitie en Raad voor de Kinderbescherming. De leerplichtambtenaar is meestal ook buitengewoon opsporingsambtenaar en kan proces-verbaal opmaken tegen scholen, instellingen, ouders en jongeren (vanaf 12 jaar).
Nadat de leerplichtambtenaar heeft besloten tegen een schooldirectie, ouders, verzorgers, of een leerling proces-verbaal op te maken wordt binnen dit Driehoeksoverleg bepaald welke strafmaatregelen en / of hulpverlening het meest effectief worden geacht en kan besloten worden een boete op te leggen, te dagvaarden via het officiersmodel of voor de rechtbank. Als buitengewoon opsporingsambtenaar kan de leerplichtambtenaar een proces-verbaal opmaken als er geen wettige grondslag aanwezig is voor gepleegd schoolverzuim. Door de media het meest bekend geworden zijn de boetes die ouders krijgen indien zij binnen de schooltijd met hun kinderen op vakantie gaan. De boete is een geldboete van de 2e categorie tot maximaal 3300 euro per overtreding. Een geldboete wordt nogal eens gegeven aan ouders die hun kind buiten de schoolvakanties om meenemen naar bijvoorbeeld wintersport. 
Andere sancties bij ongeoorloofd schoolverzuim zijn bijv.: een HALT-afdoening, een werk- of leerstraf voor de jongere, een (on)voorwaardelijke celstraf (vaak bij recidive) en in een aantal gevallen zelfs een geldboete voor de jongere zelf.
Een leerplichtambtenaar kan besluiten proces-verbaal tegen de directeur van een school op te maken indien deze niet voldoet aan zijn verplichtingen op grond van de Leerplichtwet of de Algemene wet bestuursrecht. Veel scholen gaven bijvoorbeeld verzuim in het verleden niet volledig of tijdig door aan de leerplichtambtenaar, mede om de verhouding met de ouders goed te houden. Ook indien een directie niet conform wet- en regelgeving handelt in de toekenning van verlof kan de leerplichtambtenaar besluiten handhavend tegen de school op te treden. Tegenwoordig worden de scholen en instellingen jaarlijks aangekondigd of onaangekondigd gecontroleerd door de leerplichtambtenaar tijdens de schoolbezoeken.

### Bestuursdwang
De laatste jaren maakt de leerplichtambtenaar meer gebruik van zijn bevoegdheid bestuursdwang toe te passen via een last onder dwangsom. Met name tegen ouders die weigerachtig zijn hun kind(eren) in te schrijven aan een school is dit een effectief middel gebleken.
Op 2 februari 2010 werd in de Eerste Kamer een wetsvoorstel van het Kabinet-Balkenende IV aangenomen. De kwalificatieplicht is inmiddels gekoppeld aan de kinderbijslag. De leerplichtambtenaar heeft hierdoor de mogelijkheid gekregen om de kinderbijslag te laten stoppen voor kinderen van 16 en 17 jaar die niet aan de kwalificatieplicht voldoen.

## Bestuursorgaan
Een leerplichtambtenaar is een enkelvoudig bestuursorgaan in de zin van de algemene wet bestuursrecht. De meeste bestuursorganen in Nederland zijn meervoudige bestuursorganen, maar naast de leerplichtambtenaar zijn ook een minister, een burgemeester en een belastinginspecteur enkelvoudige bestuursorganen.